# العلاقات الأذربيجانية الغينية
العلاقات الأذربيجانية الغينية هي العلاقات الثنائية التي تجمع بين أذربيجان وغينيا.

## مقارنة بين البلدين
هذه مقارنة عامة ومرجعية للدولتين:
| وجه المقارنة                                              | أذربيجان        | غينيا       |
| --------------------------------------------------------- | --------------- | ----------- |
| المساحة (كم2)                                             | 86.60 ألف       | 245.86 ألف  |
| عدد السكان (نسمة)                                         | 10.00 مليون     | 12.72 مليون |
| الكثافة السكانية (ن./كم²)                                 | 115.47          | 51.74       |
| العاصمة                                                   | باكو            | كوناكري     |
| اللغة الرسمية                                             | اللغة الأذرية   | لغة فرنسية  |
| العملة                                                    | مانات أذربيجاني | فرنك غيني   |
| الناتج المحلي الإجمالي (بليون دولار)                      | 40.75 مليار     | 10.50 مليار |
| الناتج المحلي الإجمالي (تعادل القوة الشرائية) بليون دولار | 171.56 مليار    | 15.24 مليار |
| الناتج المحلي الإجمالي الاسمي للفرد دولار أمريكي          | 5.50 ألف        | 531         |
| الناتج المحلي الإجمالي للفرد دولار أمريكي                 | 17.52 ألف       | 1.22 ألف    |
| مؤشر التنمية البشرية                                      | 0.751           | 0.411       |
| رمز المكالمات الدولي                                      | +994            | +224        |
| رمز الإنترنت                                              | .az             | .gn         |
| المنطقة الزمنية                                           | ت ع م+04:00     | 00          |

## منظمات دولية مشتركة
يشترك البلدان في عضوية مجموعة من المنظمات الدولية، منها:
| علم المنظمة | اسم المنظمة                               | تاريخ انضمام أذربيجان | تاريخ انضمام غينيا |
| ----------- | ----------------------------------------- | --------------------- | ------------------ |
|             | منظمة التعاون الإسلامي                    | 1991                  | ?                  |
|             | الاتحاد البريدي العالمي                   | ?                     | ?                  |
|             | يونسكو                                    | 3 يونيو 1992          | 2 فبراير 1960      |
|             | البنك الدولي للإنشاء والتعمير             | 18 سبتمبر 1992        | 28 سبتمبر 1963     |
|             | وكالة ضمان الاستثمار متعدد الأطراف        | 23 سبتمبر 1992        | 5 أكتوبر 1995      |
|             | منظمة الشرطة الجنائية الدولية             | ?                     | ?                  |
|             | مؤسسة التمويل الدولية                     | 11 أكتوبر 1995        | 22 أكتوبر 1982     |
|             | الأمم المتحدة                             | 2 مارس 1992           | 12 ديسمبر 1958     |
|             | مؤسسة التنمية الدولية                     | 31 مارس 1995          | 26 سبتمبر 1969     |
|             | منظمة حظر الأسلحة الكيميائية              | ?                     | ?                  |
|             | المركز الدولي لتسوية المنازعات الاستشارية | 18 أكتوبر 1992        | 4 ديسمبر 1968      |

## وصلات خارجية
- موقع وزارة الخارجية الأذربيجانية